# 12.ª Divisão Panzer (Alemanha)
A 12ª Divisão Panzer (em alemão: 12. Panzer-Division) foi uma unidade militar blindada da Alemanha que esteve em serviço durante a Segunda Guerra Mundial.

## Comandantes
| Comandante                                    | Data                                                 |
| --------------------------------------------- | ---------------------------------------------------- |
| Generalmajor Josef Harpe                      | 5 de outubro de 1940 - 14 de janeiro de 1942         |
| Generalleutnant Walter Wessel                 | 15 de janeiro de 1942 - 1 de março de 1943           |
| Oberst Erpo Freiherr von Bodenhausen          | 1 de março de 1943 - 1 de maio de 1943 m.d.F.b.      |
| Generalleutnant Erpo Freiherr von Bodenhausen | 1 de maio de 1943 - 2 de junho de 1944               |
| Oberst Hans-Joachim Kahler                    | 3 de junho de 1944 - 25 de junho de 1944 m.d.st.F.b. |
| Generalmajor Gerhard Müller                   | 26 de junho de 1944 - 16 de julho de 1944 m.d.F.b.   |
| Generalleutnant Erpo Freiherr von Bodenhausen | 16 de julho de 1944 - 12 de abril de 1945            |
| Oberst von Usedom                             | 13 de abril de 1945 - 8 de maio de 1945 m.d.st.F.b.  |

## História

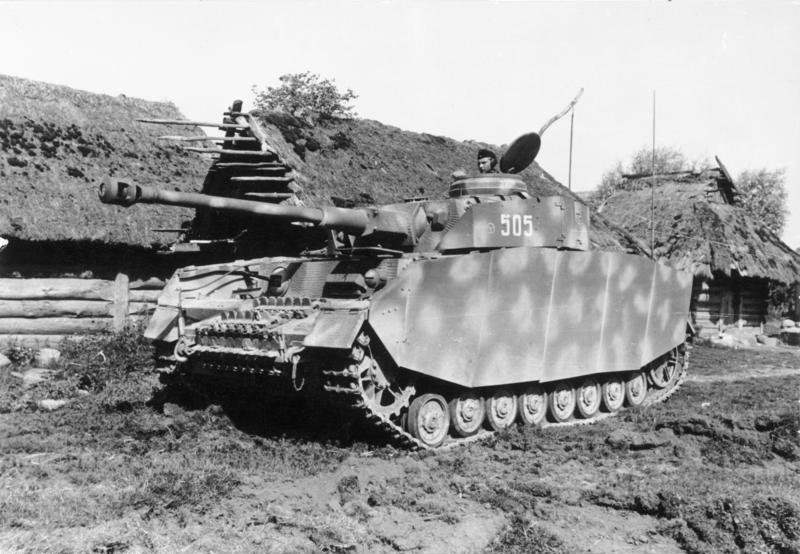
Um Panzer IV alemão na Frente Oriental, 1944.

A 12ª Divisão Panzer foi formada a partir da 2ª Divisão de Infantaria Motorizada no dia 5 de outubro de 1940, sendo designada definitivamente com esta designação no dia 10 de janeiro de 1940.
A divisão participou da Operação Barbarossa como parte do XXXIX Corpo de Exército (mot.), onde lutou no setor de Minsk, cruzou o rio Dnieper entrando em combate em seguida, deixando no mês de setembro de 1941 o Grupo de Exércitos Centro e se juntando ao Grupo de Exércitos Norte onde participou da batalha de Mga.
Sofreu pesadas baixas durante a contra-ofensiva soviética de inverno entre 1941 e 1942, sendo retirada do fronte e enviada para ser reformada na Estônia. Retornou para o fronte no setor do Grupo de Exércitos Norte, tendo ali lutado ao sul de Leningrado no ano de 1942. Foi realocado para o Grupo de Exércitos Centro, onde lutou entre os meses de março de julho de 1943 nos setores de Orel, Briansk e Gomel. Voltou para o Grupo de Exércitos Norte no mês de janeiro de 1944 numa tentativa de romper o cerco a Leningrado, mas chegou muito tarde.
Lutou contra o Exército Vermelho durante a retirada pelos estados Bálticos. Na Bielorrússia, auxiliou o 4º e o 9º Exército numa tentativa de impedir que estes fossem cercados durante o verão de 1944. Foi cercado no Bolsão de Courland no mês de outubro de 1944, equando estava subordinado ao 18º Exército. Foi enviado de volta para a Alemanha no início de 1945 pelo mar, terminando a guerra na Prússia Oriental, no setor de Frauenburg.

## Área de operações
| Alemanha                       | outubro de 1940 - julho de 1941      |
| Frente Oriental, setor central | julho de 1941 - setembro de 1941     |
| Frente Oriental, setor norte   | setembro de 1941 - novembro de 1942  |
| Frente Oriental, setor central | novembro de 1942 - fevereiro de 1944 |
| Frente Oriental, setor norte   | fevereiro de 1944 - agosto de 1944   |
| Bolsão de Kurland              | agosto de 1944 - maio de 1945        |

## Condecorações
54 membros da 12ª Divisão Panzer foram condecorados com a Cruz de Cavaleiro da Cruz de Ferro e 6 com as Folhas de Carvalho.
| Nome                                                      | Data       | Patente                    | Unidade                                       |
| --------------------------------------------------------- | ---------- | -------------------------- | --------------------------------------------- |
| Cruz de Cavaleiro da Cruz de Ferro com Folhas de Carvalho |            |                            |                                               |
| Arndt, Fritz [678.]                                       | 09.12.1944 | Feldwebel                  | Zugführer i. d. 1./Pz.Pi.Btl 32               |
| Engelien, Hans [788.]                                     | 16.03.1945 | Oberstleutnant             | Comandante Pz.Gren.Rgt 25                     |
| Harpe, Josef [55.]                                        | 31.12.1941 | Generalmajor               | Comandante 12. Pz.Div                         |
| Kahler, Hans-Joachim [355.]                               | 17.12.1943 | Oberstleutnant             | Comandante Pz.Gren.Rgt 5                      |
| Mickl, Johann [205.]                                      | 06.03.1943 | Oberst                     | Comandante Pz.Gren.Rgt 25                     |
| Müller von, Dietrich [272.]                               | 16.08.1943 | Oberst                     | Comandante Pz.Gren.Rgt 5                      |
| Cruz de Cavaleiro da Cruz de Ferro                        |            |                            |                                               |
| Bodenhausen Freiherr von, Erpo                            | 17.12.1943 | Generalmajor               | Comandante 12. Pz.Div                         |
| Harpe, Josef                                              | 13.08.1941 | Generalmajor               | Comandante 12. Pz.Div                         |
| Gauss, Jürgen                                             | 28.03.1945 | Hautpmann                  | Líder de um Kampfgruppe da 12ª Divisão Panzer |
| Eichler, Wolfgang                                         | 20.12.1943 | Leutnant d.R.              | Líder 6./Pz.Rgt 29                            |
| Harden, Alfred                                            | 10.02.1945 | Hauptmann                  | Comandante II./Pz.Rgt 29                      |
| Holzhäuser, Fritz                                         | 06.08.1941 | Major                      | Comandante III./Pz.Rgt 29                     |
| Lindemann, Karl-Wilhelm                                   | 14.04.1945 | Leutnant                   | Zugführer i. d. 5./Pz.Rgt 29                  |
| Thiele, Arno                                              | 24.09.1942 | Leutnant                   | Zugführer i. d. 4./Pz.Rgt 29                  |
| Behrends, Heinrich                                        | 24.12.1944 | Unteroffizier              | Gruppenführer i. d. 6./Pz.Gren.Rgt 5          |
| Bischoff, Hans                                            | 09.12.1944 | Major                      | Líder Pz.Gren.Rgt 5                           |
| Dilz, Fritz                                               | 18.01.1945 | Oberfeldwebel              | Zugführer i. d. 7./Pz.Gren.Rgt 5              |
| Feller, Fritz                                             | 23.02.1944 | Leutnant d.R.              | Líder 1./Pz.Gren.Rgt 5                        |
| Harbou von, Joachim                                       | 15.11.1941 | Hauptmann                  | Líder I./Schtz.Rgt 5                          |
| Jasiek, Franz                                             | 22.04.1943 | Unteroffizier              | Zugführer i. d. 5./Pz.Gren.Rgt 5              |
| Krützmann, Friedrich-Karl                                 | 03.03.1944 | Hauptmann                  | Comandante I./Pz.Gren.Rgt 5                   |
| Müller von, Dietrich                                      | 03.05.1942 | Oberstleutnant             | Comandante Schtz.Rgt 5                        |
| Neumann, Jürgen                                           | 01.11.1941 | Oberleutnant               | Chef 1./Schtz.Rgt 5                           |
| Schlömer, Helmuth                                         | 02.10.1941 | Oberst                     | Comandante Schtz.Rgt 5                        |
| Strehlau, Erwin                                           | 09.06.1944 | Gefreiter                  | Gruppenführer i. d. 2./Pz.Gren.Rgt 5          |
| Thofern, Werner                                           | 25.08.1941 | Leutnant                   | Zugführer i. d. 1./Schtz.Rgt 5                |
| Altermann, Karl-Heinz                                     | 04.10.1944 | Oberleutnant               | Chef 1./Pz.Gren.Rgt 25                        |
| Belz, Bruno                                               | 30.04.1945 | Oberleutnant               | Chef 3./Pz.Gren.Rgt 25                        |
| Blancbois, Gustav-Adolf                                   | 20.07.1944 | Hauptmann                  | Comandante I.(gep.)/Pz.Gren.Rgt 25            |
| Floer, Hans-Joachim                                       | 05.03.1945 | Oberleutnant d.R.          | Chef 1.(gep.)/Pz.Gren.Rgt 25                  |
| Herzer, Heinz                                             | 21.08.1941 | Oberfeldwebel              | Pi.Zugführer i. d. 10./Schtz.Rgt 25           |
| Kluge, Ernst                                              | 07.10.1944 | Feldwebel                  | Zugführer i. d. 6./Pz.Gren.Rgt 25             |
| Koberling, Horst                                          | 30.04.1945 | Oberleutnant d.R.          | Líder II./Pz.Gren.Rgt 25                      |
| Leuschner, Kurt                                           | 27.10.1941 | Hauptmann                  | Líder III./Schtz.Rgt 25                       |
| Lübke, Robert                                             | 07.01.1944 | Oberfeldwebel              | Zugführer i. d. 1./Pz.Gren.Rgt 25             |
| Pfennig, Herbert                                          | 21.09.1944 | Leutnant d.R.              | Zugführer i. d. 4./Pz.Gren.Rgt 25             |
| Rohde, Walter                                             | 22.09.1943 | Feldwebel                  | Zugführer i. d. 6./Pz.Gren.Rgt 25             |
| Semrau, Paul                                              | 30.09.1944 | Leutnant                   | Líder 7./Pz.Gren.Rgt 25                       |
| Virkus, Gerhard                                           | 07.09.1943 | Oberfeldwebel              | KpTruppführer 2./Pz.Gren.Rgt 25               |
| Völker, Gerhard Dr.                                       | 26.11.1944 | Oberleutnant d.R.          | Líder II./Pz.Gren.Rgt 25                      |
| Wilborn, Heinz                                            | 05.05.1945 | Unteroffizier              | Gruppenführer i. d. 9./Pz.Gren.Rgt 25         |
| Witte, Gerhard                                            | 23.08.1944 | Major                      | Comandante II./Pz.Gren.Rgt 25                 |
| Ondarza von, Leon                                         | 02.09.1944 | Oberst                     | Comandante Pz.Art.Rgt 2                       |
| Pantzlaff, Karl Dr.                                       | 08.08.1943 | Major d.R.                 | Comandante III./Pz.Art.Rgt 2                  |
| Schubert, Carl-Heinz                                      | 18.04.1943 | Leutnant                   | Líder 9./Pz.Art.Rgt 2                         |
| Schlang, Wilhelm                                          | 22.08.1943 | Feldwebel                  | Zugführer i. d. 2./Pz.Jäg.Abt 2               |
| Bayer, Heinz                                              | 17.07.1941 | Oberstleutnant             | Comandante KradSchtz.Btl 22                   |
| Brockdorff-Ahlefeldt Graf, Ernst-Albrecht                 | 26.12.1942 | Rittmeister                | Comandante KradSchtz.Btl 22                   |
| Möws, Gerhard                                             | 01.11.1942 | Oberleutnant               | Chef 3./KradSchtz.Btl 22                      |
| Engelien, Hans                                            | 12.08.1944 | Major                      | Líder Pz.Aufkl.Abt 12                         |
| Meyer, Günter                                             | 05.03.1945 | Leutnant d.R.              | Zugführer i. d. 3./Pz.Aufkl.Abt 12            |
| Unruhe, Johannes                                          | 28.03.1945 | Oberfeldwebel              | Zugführer i. d. 2./Pz.Aufkl.Abt 12            |
| Arndt, Fritz                                              | 31.03.1943 | Obergefreiter              | MG-Schütze i. d. StabsKp/Pz.Pi.Btl 32         |
| Otte, Albrecht                                            | 28.04.1945 | Oberleutnant               | Chef 2./Pz.Pi.Btl 32                          |
| Cruz Germânica em Prata                                   |            |                            |                                               |
| Brosien-Bueschler, Alexander                              | 22.04.1945 | Hauptmann d.R.             | Stab 12. Pz.Div.                              |
| Friedrichsdorf, Gerhard                                   | 21.02.1945 | Leutnant                   | Vers.Kp. I.(gp.)/Pz.Gren.Rgt. 25              |
| Cruz Germânica em Ouro                                    |            |                            |                                               |
| Albrecht, Walter                                          | 19.12.1943 | Feldwebel                  | 6./Pz.Gren.Rgt. 5                             |
| Arius, Manfred                                            | 20.05.1944 | Oberleutnant               | 8./Pz.Rgt. 29                                 |
| Arnshoff, Wilhelm                                         | 07.01.1945 | Wachtmeister               | 9./Pz.Art.Rgt. 2                              |
| Babeliowsky, Karl-Heinz                                   | 21.10.1943 | Oberleutnant               | 8./Pz.Gren.Rgt. 5                             |
| Bahls, Erich                                              | 06.03.1943 | Oberwachtmeister           | 6./Pz.Art.Rgt. 2                              |
| Bahr, Gerhard                                             | 29.03.1943 | Oberfeldwebel              | 9.(s.Inf.G)/Pz.Gren.Rgt. 25                   |
| Barkowski, Herbert                                        | 14.02.1943 | Oberleutnant               | 1./Pz.Gren.Rgt. 25                            |
| Becker, Gerhard                                           | 02.07.1944 | Feldwebel d.R.             | 8./Pz.Gren.Rgt. 25                            |
| Becker, Heinrich                                          | 22.11.1941 | Oberstleutnant             | Pz.Jäg.Abt. 2                                 |
| Belz, Bruno                                               | 06.03.1943 | Oberfeldwebel              | StabsKp./Pz.Gren.Rgt. 25                      |
| Bergengruen, Hellmut                                      | 08.01.1943 | Major i.G.                 | Ia 12. Pz.Div.                                |
| Beßling, Alfred                                           | 12.10.1944 | Hauptmann                  | 2./Pz.Gren.Rgt. 25                            |
| Bismarck von, Wilhelm                                     | 08.02.1945 | Hauptmann                  | I./Pz.Gren.Rgt. 5                             |
| Blancbois, Gustav-Adolf                                   | 11.03.1943 | Oberleutnant               | 4./Pz.Gren.Rgt. 25                            |
| Bohse, Johann-Theodor                                     | 19.05.1942 | Hauptmann                  | 5./Art.Rgt. 2                                 |
| Boldt, Jürgen                                             | 12.03.1942 | Oberleutnant               | 1./Art.Rgt. 2                                 |
| Borchart, Joachim                                         | 28.04.1944 | Hauptmann                  | 8./Pz.Art.Rgt. 2                              |
| Brüchert, Konrad                                          | 19.01.1942 | Hauptmann                  | 1./Schtz.Rgt. 25                              |
| Buddee, Walter                                            | 06.09.1942 | Oberstleutnant             | II./Pz.Rgt. 29                                |
| Bülow, Walter                                             | 13.12.1944 | Oberfeldwebel              | 10./Pz.Gren.Rgt. 5                            |
| Dahms, Klaus                                              | 10.10.1943 | Leutnant                   | III./Pz.Art.Rgt. 2                            |
| Decker, Walter                                            | 16.01.1944 | Oberst                     | Pz.Art.Rgt. 2                                 |
| Diener, Werner                                            | 15.12.1944 | Feldwebel                  | 10./Pz.Gren.Rgt. 5                            |
| Ditte, Willy                                              | 26.05.1943 | Hauptmann                  | Pz.Rgt. 29                                    |
| Döring, Otto                                              | 30.07.1942 | Feldwebel                  | 4./Schtz.Rgt. 25                              |
| Fehler, Wilhelm                                           | 19.01.1942 | Oberleutnant               | 1./Pz.Aufkl. u. Voraus-Abt 2                  |
| Fehling, August-Wilhelm                                   | 03.03.1942 | Hauptmann                  | I./Art.Rgt. 2                                 |
| Fehrmann, Rudolf                                          | 04.06.1944 | Leutnant                   | 7./Pz.Rgt. 29                                 |
| Fratzke, Herbert                                          | 09.04.1943 | Gefreiter                  | 1./Pz.Gren.Rgt. 5                             |
| Fürer, Volkmar                                            | 04.02.1944 | Unteroffizier              | 8./Pz.Art.Rgt. 2                              |
| Gauß, Jürgen                                              | 27.01.1945 | Hauptmann                  | I./Pz.Gren.Rgt. 25                            |
| Glöckler, Friedrich                                       | 22.12.1943 | Oberleutnant d.R.          | 2./Pz.Pi.Btl. 32                              |
| Grünastel, Max                                            | 18.12.1944 | Feldwebel                  | 6./Pz.Rgt. 29                                 |
| Grünberg, Fritz                                           | 05.05.1943 | Oberleutnant               | 3./Pz.Gren.Rgt. 5                             |
| Grunenberg, Albrecht                                      | 16.10.1942 | Stabsfeldwebel             | 7./Pz.Gren.Rgt. 25                            |
| Gust, Erich                                               | 01.06.1944 | Oberleutnant               | 1./Pz.Art.Rgt. 2                              |
| Haase, Günther                                            | 21.10.1943 | Feldwebel                  | 6./Pz.Gren.Rgt. 5                             |
| Haese, Otto                                               | 19.12.1941 | Oberleutnant               | 6./Schtz.Rgt. 25                              |
| Hamann, Emil                                              | 19.05.1942 | Oberfeldwebel              | 5./Schtz.Rgt. 5                               |
| Hammer, Rudolf                                            | 25.01.1942 | Major                      | Pz.Pi.Btl. 32                                 |
| Hannemann, Ruprecht                                       | 01.12.1941 | Oberleutnant               | 2./Pz.Jäg.Abt. 2                              |
| Harden, Alfred                                            | 28.05.1944 | Hauptmann                  | 7./Pz.Rgt. 29                                 |
| Heller, Fritz                                             | 28.11.1944 | Unteroffizier              | 3./Pz.Aufkl.Abt. 12                           |
| Hemmleb, Günther                                          | 28.02.1945 | Hauptmann                  | Pz.Pi.Btl. 32                                 |
| Hendrischke, Helmut                                       | 31.01.1942 | Oberstleutnant             | Schtz.Rgt. 25                                 |
| Hermann, Alfons                                           | 13.01.1945 | Unteroffizier              | 2./Pz.Jäg.Abt. 2                              |
| Hermann, Max                                              | 05.04.1943 | Unteroffizier              | 2./Pz.Pi.Btl. 32                              |
| Höfs, Walter                                              | 13.12.1944 | Wachtmeister               | 2./Pz.Art.Rgt. 2                              |
| Hühner, Werner                                            | 19.01.1942 | Generalmajor               | Kdr. 12. Schtz.Brig.                          |
| Huste, Hermann                                            | 03.10.1944 | Leutnant                   | 5./Pz.Gren.Rgt. 5                             |
| Jäger, Horst                                              | 19.12.1943 | Oberfeldwebel              | Pz.Gren.Rgt. 5                                |
| Jänsch, Otto                                              | 17.08.1944 | Oberfeldwebel              | 2./Pz.Gren.Rgt. 25                            |
| Kauke, Theodor                                            | 17.10.1943 | Unteroffizier              | 4./Pz.Gren.Rgt. 5                             |
| Keibel, Rudolf                                            | 26.05.1943 | Major                      | I./Pz.Art.Rgt. 2                              |
| Knoch, Joachim-Heinrich                                   | 26.09.1942 | Oberstleutnant             | II./Pz.Art.Rgt. 2                             |
| Koberling, Horst                                          | 16.06.1944 | Oberleutnant d.R.          | II./Pz.Gren.Rgt. 25                           |
| Köller, Erich                                             | 24.03.1945 | Oberfeldwebel              | 11./Pz.Gren.Rgt. 5                            |
| Kramer, Peter                                             | 06.01.1944 | Leutnant                   | I.(Sf)/Pz.Art.Rgt. 2                          |
| Krause, Max                                               | 29.03.1943 | Oberleutnant               | 3./Pz.Pi.Btl. 32                              |
| Krieg, Max                                                | 21.10.1943 | Unteroffizier              | 2./Pz.Gren.Rgt. 25                            |
| Krüger, Fritz                                             | 21.10.1943 | Oberfeldwebel              | 4./Pz.Gren.Rgt. 25                            |
| Krützmann, Friedrich-Karl                                 | 28.11.1942 | Oberleutnant               | 6./Pz.Gren.Rgt. 5                             |
| Künne, Georg                                              | 03.03.1942 | Oberleutnant               | 8./Art.Rgt. 2                                 |
| Lange, Eberhard                                           | 13.05.1942 | Oberleutnant               | 2./Pz.Rgt. 29                                 |
| Lauenstein, Hermann                                       | 01.11.1943 | Oberleutnant               | 5./Pz.Gren.Rgt. 25                            |
| Maass, Hans                                               | 28.07.1942 | Hauptmann                  | 9./Pz.Art.Rgt. 2                              |
| Marquardt, Karl                                           | 26.12.1941 | Leutnant                   | 1./Pz.Pi.Btl. 32                              |
| Martin, Werner                                            | 10.10.1943 | Oberleutnant               | I./Pz.Gren.Rgt. 25                            |
| Mehrfort, Hans-Georg                                      | 20.07.1942 | Feldwebel                  | 6./Schtz.Rgt. 5                               |
| Metnitz von, Gustav                                       | 20.01.1945 | Hauptmann d.R.             | Pz.Aufkl.Abt. 12                              |
| Modrow, Georg                                             | 20.11.1942 | Major                      | II./Pz.Gren.Rgt. 5                            |
| Mossmann, Ludwig                                          | 08.01.1943 | Oberleutnant               | 2./Pz.Gren.Rgt. 5                             |
| Müller, Georg                                             | 20.05.1944 | Oberwachtmeister           | 4./He.Flak-Art.Abt. 303                       |
| Müller, Helmut                                            | 17.09.1944 | Leutnant d.R.              | 5./Pz.Gren.Rgt. 25                            |
| Müller, Walter                                            | 02.05.1944 | Oberleutnant               | 6./Pz.Art.Rgt. 2                              |
| Müller von, Dietrich                                      | 21.02.1942 | Oberstleutnant             | Schtz.Rgt. 5                                  |
| Neuborn, Willi                                            | 05.11.1942 | Oberfeldwebel              | 8./Pz.Gren.Rgt. 5                             |
| Neumeister, Karl                                          | 16.08.1942 | Major                      | I./Schtz.Rgt. 5                               |
| Niepold, Gerd                                             | 23.04.1944 | Major i.G.                 | Ia 12. Pz.Div.                                |
| Noeske, Hubertus                                          | 20.07.1943 | Hauptmann                  | Pz.Aufkl.Abt. 12                              |
| Nolte, Josef                                              | 13.12.1944 | Oberfeldwebel              | Pz.Aufkl.Abt. 12                              |
| Pautz, Kurt                                               | 22.12.1944 | Oberfeldwebel              | 1./Pz.Gren.Rgt. 25                            |
| Petzel, Wilhelm                                           | 23.02.1944 | Oberleutnant               | I.(Sf)/Pz.Art.Rgt. 2                          |
| Ponath, Werner                                            | 31.01.1942 | Oberleutnant               | 2./Pz.Pi.Btl. 32                              |
| Reuter, Helmut                                            | 07.01.1945 | Unteroffizier              | 3./Pz.Gren.Rgt. 5                             |
| Ruhnow, Erich                                             | 16.10.1942 | Oberfeldwebel              | 8./Pz.Gren.Rgt. 25                            |
| Ruprecht, Friedrich                                       | 25.03.1944 | Oberleutnant               | 7./Pz.Rgt. 29                                 |
| Sallermann, Werner                                        | 28.02.1945 | Leutnant d.R.              | 5./Pz.Rgt. 29                                 |
| Schattschneider, Walter                                   | 14.07.1944 | Hauptmann                  | II./Pz.Gren.Rgt. 25                           |
| Schenke, Karl                                             | 08.05.1944 | Oberfeldwebel              | 1./Pz.Jäg.Abt. 2                              |
| Schmidt, Walter                                           | 19.12.1943 | Oberleutnant               | 3./Pz.Gren.Rgt. 5                             |
| Schmitz, Helmut                                           | 07.01.1945 | Oberleutnant d.R.          | 6./Pz.Gren.Rgt. 25                            |
| Schneider, Franz-Adolf                                    | 27.04.1945 | Major                      | II./Pz.Art.Rgt. 2                             |
| Schölei, Hans-Joachim                                     | 05.05.1942 | Oberleutnant               | 1./Pz.Rgt. 29                                 |
| Schubert, Günter Ernst                                    | 26.09.1942 | Hauptmann                  | 4./Pz.Art.Rgt. 2                              |
| Schulz, Albert                                            | 27.01.1945 | Hauptmann                  | Pz.Aufkl.Abt. 12                              |
| Schwarz, Ulrich                                           | 15.12.1944 | Hauptmann                  | Pz.Gren.Rgt. 25                               |
| Schwarzenberg, Karl                                       | 04.06.1944 | Fahnenjunker-Feldwebel     | 5./Pz.Rgt. 29                                 |
| Seidler, Rudolf                                           | 22.03.1945 | Hauptmann                  | I./Pz.Art.Rgt. 2                              |
| Slappendeel, Rudi                                         | 14.02.1943 | Unteroffizier              | 1./Pz.Gren.Rgt. 25                            |
| Splittgerber, Heinz                                       | 01.11.1943 | Oberleutnant               | I./Pz.Art.Rgt. 2                              |
| Spornberger, Georg                                        | 13.07.1943 | Unterarzt                  | Pz.Rgt. 29                                    |
| Springorum, Ernst                                         | 19.01.1942 | Oberleutnant               | 6./Pz.Aufkl. u. Voraus-Abt 2                  |
| Stehl, Heinz                                              | 29.10.1943 | Leutnant d.R.              | 6./Pz.Rgt. 29                                 |
| Steinbrück, Dr. Heinz                                     | 04.02.1944 | Hauptmann                  | I./Pz.Gren.Rgt. 5                             |
| Stephan, Dietrich                                         | 29.11.1941 | Oberleutnant               | Pz.Rgt. 29                                    |
| Steussloff, Alfred                                        | 04.06.1944 | Oberleutnant               | Pz.Rgt. 29                                    |
| Struck, Dieter                                            | 06.01.1944 | Oberleutnant               | 1./Pz.Gren.Rgt. 5                             |
| Thiele, Arno                                              | 29.11.1941 | Leutnant                   | I./Pz.Rgt. 29                                 |
| Thormann, Eitel                                           | 26.09.1943 | Oberleutnant               | 1./Pz.Gren.Rgt. 5                             |
| Thormann, Günter                                          | 21.11.1943 | Oberleutnant d.R.          | 5./Pz.Art.Rgt. 2                              |
| Timm, Franz                                               | 02.07.1944 | Oberfeldwebel              | 9./Pz.Gren.Rgt. 25                            |
| Timmermann, Hans                                          | 20.05.1944 | Oberwachtmeister           | 9./Pz.Art.Rgt. 2                              |
| Timmreck, Alfred                                          | 17.03.1944 | Stabsfeldwebel             | 1./Pz.Aufkl.Abt. 12                           |
| Trebesch, Hermann                                         | 22.11.1943 | Fahnenjunker-Oberfeldwebel | 2./Pz.Aufkl.Abt. 12                           |
| Unruhe, Johannes                                          | 15.09.1943 | Oberfeldwebel              | Pz.Aufkl.Abt. 12                              |
| Vahl, Herbert                                             | 17.11.1941 | Oberstleutnant             | Pz.Rgt. 29                                    |
| Völker, Dr. Gerhard                                       | 17.10.1943 | Leutnant                   | 4./Pz.Gren.Rgt. 25                            |
| Wachholz, Wilhelm                                         | 13.08.1943 | Oberwachtmeister           | 4./Pz.Art.Rgt. 2                              |
| Wardelmann, Herbert                                       | 19.12.1941 | Oberfeldwebel              | 11./Schtz.Rgt. 25                             |
| Wegener, Wilhelm                                          | 29.10.1943 | Oberfeldwebel              | 4./Pz.Rgt. 29                                 |
| Weirich, Reinhold                                         | 21.10.1943 | Stabsfeldwebel             | 6./Pz.Rgt. 29                                 |
| Weisschnur, Ernst                                         | 23.05.1944 | Unteroffizier              | 1./Pz.Gren.Rgt. 5                             |
| Wichmann, Theodor                                         | 21.04.1943 | Oberleutnant               | 5./Pz.Gren.Rgt. 5                             |
| Wieland, Walter                                           | 21.10.1943 | Oberfeldwebel              | 5./Pz.Rgt. 29                                 |
| Wilimzig, Hans-Joachim                                    | 04.02.1944 | Oberleutnant               | Pz.Aufkl.Abt. 12                              |
| Wilke, Paul                                               | 07.01.1945 | Oberwachtmeister           | 1./Pz.Art.Rgt. 2                              |
| Witte, Gerhard                                            | 20.01.1944 | Major                      | I./Pz.Gren.Rgt. 25                            |
| Wittkopf, Willi                                           | 27.01.1945 | Unteroffizier              | 1./Pz.Gren.Rgt. 5                             |
| Zabransky, Ernst                                          | 19.05.1942 | Oberleutnant               | 1./Schtz.Rgt. 25                              |
| Ziemer, Kurt                                              | 21.10.1943 | Oberfeldwebel              | 1./Pz.Aufkl.Abt. 12                           |
| Oswald, Erich                                             | 25.09.1942 | Oberfeldwebel              | 1./Pz.Abt. z.b.V. 66                          |

## Ordem de Batalha
1941
- Panzer-Regiment 29
- Schützen-Brigade 12
- Schützen-Regiment 5
- Schützen-Regiment 25
- Kradschützen-Bataillon 22
- Artillerie-Regiment 2
- Feldersatz-Bataillon 2
- Aufklärungs-Abteilung 2
- Panzerjäger-Abteilung 2
- Panzer-Pionier-Bataillon 32
- Nachrichten-Abteilung 2
- Versorgungstruppen 2

1943
- Panzer-Regiment 29
- Panzer-Grenadier-Regiment 5
- Panzer-Grenadier-Regiment 25
- Panzer-Artillerie-Regiment 2
- Feldersatz-Bataillon 2
- Panzer-Aufklärungs-Abteilung 12
- Heeres-Flak-Artillerie-Abteilung 303
- Panzerjäger-Abteilung 2
- Panzer-Pionier-Bataillon 32
- Nachrichten-Abteilung 2
- Versorgungstruppen 2

## Serviço de Guerra
| Data                    | Corpo                           | Exército           | Grupo de Exércitos | Área                |
| ----------------------- | ------------------------------- | ------------------ | ------------------ | ------------------- |
| dezembro de 1940        | XXXXVI Corpo de Exército        | 11º Exército       | C                  | Stettin             |
| 1 de janeiro de 1941    | XXXXVI Corpo de Exército        | 11º Exército       | C                  | Stettin             |
| 15 de abril de 1941     | LVII Corpo de Exército          | 3º Grupo Panzer    | C                  | Stettin, Rússia     |
| 27 de junho de 1941     | XXXIX Corpo de Exército         | 3º Grupo Panzer    | Centro             | Minsk, Smolensk     |
| 3 de julho de 1941      | z. Vfg.                         | 3º Grupo Panzer    | Centro             | Minsk, Smolensk     |
| 9 de julho de 1941      | XXXIX Corpo de Exército         | 3º Grupo Panzer    | Centro             | Minsk, Smolensk     |
| setembro de 1941        | XXXIX Corpo de Exército         | 16º Exército       | Norte              | Leningrado, Tichwin |
| 16 de dezembro de 1941  | z. Vfg.                         | 18º Exército       | Norte              | Estland             |
| 1 de janeiro de 1942    | z. Vfg.                         | 18º Exército       | Norte              | Estland             |
| 3 de maio de 1942       | I Corpo de Exército             | 18º Exército       | Norte              | Estland             |
| 10 de maio de 1942      | XXVIII Corpo de Exército        | 18º Exército       | Norte              | Estland             |
| 23 de maio de 1942      | z. Vfg.                         | 18º Exército       | Norte              | Estland / Ladoga    |
| 9 de julho de 1942      | XXXVIII Corpo de Exército       | 18º Exército       | Norte              | Ladoga              |
| 8 de agosto de 1942     | z. Vfg.                         | 18º Exército       | Norte              | Ladoga              |
| 12 de agosto de 1942    | L Corpo de Exército             | 18º Exército       | Norte              | Ladoga              |
| 17 de agosto de 1942    | z. Vfg                          | 18º Exército       | Norte              | Ladoga              |
| 28 de agosto de 1942    | XXVI Corpo de Exército          | 18º Exército       | Norte              | Ladoga              |
| 7 de setembro de 1942   | XXX Corpo de Exército           | 18º Exército       | Norte              | Ladoga              |
| 13 de setembro de 1942  | z. Vfg                          | 11º Exército       | Norte              | Newel               |
| 26 de setembro de 1942  | XXVI Corpo de Exército          | 18º Exército       | Norte              | Newel               |
| 6 de outubro de 1942    | z. Vfg.                         | 11º Exército       | Norte              | Newel               |
| 10 de outubro de 1942   | LIX Corpo de Exército (Reserva) | 11º Exército       | OKH                | Newel               |
| 6 de novembro de 1942   | z. Vfg.                         | 11º Exército       | OKH                | Newel               |
| 15 de novembro de 1942  | XXX Corpo de Exército           | 9º Exército        | Centro             | Bjeloje, Newel      |
| 22 de novembro de 1942  | z. Vfg.                         |                    | Centro             | Bjeloje, Newel      |
| 28 de novembro de 1942  | z. Vfg.                         | 9º Exército        | Centro             | Bjeloje, Newel      |
| 1 de dezembro de 1942   | XXXXI Corpo Panzer              | 9º Exército        | Centro             | Bjeloje, Newel      |
| 18 de dezembro de 1942  | XXIII Corpo de Exército         | 9º Exército        | Centro             | Bjeloje, Newel      |
| 1 de janeiro de 1943    | XXIII Corpo de Exército         | 9º Exército        | Centro             | Bjeloje, Newel      |
| 17 de janeiro de 1943   | LIX Corpo de Exército           | 3º Exército Panzer | Centro             | Witebsk             |
| 28 de janeiro de 1943   | z. Vfg.                         | 3º Exército Panzer | Centro             | Witebsk             |
| 16 de fevereiro de 1943 | z. Vfg.                         | 2º Exército Panzer | Centro             | Orel                |
| 19 de fevereiro de 1943 | XXXXVI Corpo de Exército        | 2º Exército Panzer | Centro             | Orel                |
| 16 de junho de 1943     | XXXVIII Corpo de Exército       | -                  | Centro             | Orel                |
| 2 de julho de 1943      | Gruppe von Esebeck              | 2º Exército Panzer | Centro             | Orel                |
| 9 de julho de 1943      | z. Vfg.                         | 2º Exército Panzer | Centro             | Orel                |
| 13 de julho de 1943     | 112. ID (Gruppe Wuthmann)       | 2º Exército Panzer | Centro             | Orel                |
| 19 de julho de 1943     | 26. ID (Gruppe Wiese)           | 2º Exército Panzer | Centro             | Orel                |
| 21 de julho de 1943     | XXXV Corpo de Exército          | 2º Exército Panzer | Centro             | Orel                |
| 7 de agosto de 1943     | z. Vfg.                         | 9º Exército        | Centro             | Orel                |
| 9 de agosto de 1943     | XXXXVII Corpo Panzer            | 9º Exército        | Centro             | Orel                |
| 11 de agosto de 1943    | XXXXVI Corpo Panzer             | 9º Exército        | Centro             | Orel                |
| 29 de agosto de 1943    | XXXV Corpo de Exército          | 2º Exército Panzer | Centro             | Orel                |
| 31 de agosto de 1943    | LVI Corpo de Exército           | 2º Exército        | Centro             | Orel, Gomel         |
| 17 de setembro de 1943  | XXXXVI Corpo Panzer             | 2º Exército        | Centro             | Orel, Gomel         |
| 26 de setembro de 1943  | LVI Corpo de Exército           | 2º Exército        | Centro             | Orel, Gomel         |
| novembro de 1943        | XX Corpo de Exército            | 2º Exército        | Centro             | desna               |
| dezembro de 1943        | LVI Corpo de Exército           | 2º Exército        | Centro             | Mosyr, Pripjet      |
| janeiro de 1944         | z. Vfg.                         | 3º Exército Panzer | Centro             | Mosyr, Pripjet      |
| fevereiro de 1944       | z. Vfg.                         | 18º Exército       | Norte              | Leningrado, Luga    |
| março de 1944           | VIII Corpo de Exército          | 16º Exército       | Norte              | Pleskau, Idritza    |
| abril de 1944           | z. Vfg.                         |                    | Norte              | Pleskau             |
| julho de 1944           | LV Corpo de Exército            | 2º Exército        | Centro             | Bobruisk            |
| agosto de 1944          | XXXIX Corpo de Exército         | 3º Exército Panzer | Centro             | Ostpreußen, Kurland |
| outubro de 1944         | XXXIX Corpo de Exército         | 18º Exército       | Norte              | Kurland             |
| novembro de 1944        | z. Vfg.                         | Kleffel            | Norte              | Kurland             |
| dezembro de 1944        | XXXVIII Corpo de Exército       | 16º Exército       | Norte              | Kurland             |
| janeiro de 1945         | VI. SS                          | 16º Exército       | Norte              | Kurland             |
| fevereiro de 1945       | z. Vfg.                         | 16º Exército       | Kurland            | Kurland             |
| março de 1945           | z. Vfg.                         | 18º Exército       | Kurland            | Kurland             |
| abril de 1945           | VI. SS                          | 16º Exército       | Kurland            | Kurland             |